# ختیل بورک
ختیل بورک (نروژی: Kjetil Borch؛ زادهٔ ۱۴ فوریهٔ ۱۹۹۰) قایقران روئینگ اهل نروژ است.
وی در مسابقات کشوری و بین‌المللی در مجموع برندهٔ ۳ مدال طلا، ۵ مدال برنز شده‌است.